# Матагалпа
Матагалпа (шпански изговор: [матаˈɣалпа]) је град у Никарагви који је главни град департмана Матагалпа. У граду живи 108.052 становника (процена 2019.), док је становништво департмана 586.986. Матагалпа је осми град по величини у Никарагви, највећи у унутрашњости земље и један од комерцијално најактивнијих ван Манагве. Матагалпа је четврти најважнији град у Никарагви и познат је под називом „Северни бисер“ и „Земља вечног пролећа“.

## Историја
Матагалпа је првобитно било староседелачко село. Народ Какаопера, или Матагалпа, имао је свој језик, који је изумро од 1875. године. Шпанци су их се плашили јер су били врло храбри и ефикасни са луковима и другим рукама.
Требало је 300 година да их Шпанци поднесу, чак и у време независности Никарагве 1821. године, у централним планинама Никарагве било је много слободних Какаопера. 1856. године били су одлучујући за победу филибастера Вилијама Вокера у бици код Сан Хасинта 14. септембра 1856. године, где се колона од 60 људи Какаопера луком и стрелама борила на страни Никарагванских патриота победивши у тој бици, што је означило крај Вокерове авантуре у Никарагви. Значај те битке препознали су историчари и археолози, а постоји народни покрет након ког је Конгрес Републике септембра 2011. прогласио Какопере националним херојима.
Матагалпа је био постојећи староседелачки град када су први Шпанци дошли у ову регију до 1528. године током покушаја проналаска воденог пролаза до „Северног мора“, Кариба. (Шпанска колонизација Никарагве је потекла из правца Тихог океана, који су Шпанци називали Јужним морем.
Матагалпа се налази у између Тихог океана и Карипског мора. Из колонијалних времена сачувано је много прича о Обали комараца коју су контролисали Британци и о тихоокеанском подручју колонизованом Шпанцима.
Многи историчари, археолози, ботаничари и етнолози стигли су последњих година да истражују овај регион. Амерички и европски потомци првих досељеника такође се враћају у посету историјским домовима својих предака.

## Економија
Какао је једна од главних производња Матагалпе.
Матагалпа производи и извози говедину, сир, кафу, какао, лук, парадајз и мешано воће и поврће. За локалну потрошњу производи цвеће, дрво, кукуруз, пасуљ, воће (поморанџе, грејпфрут, банане) и многе врсте поврћа као што су броколи и карфиол.
Матагалпа је позната по својој кафи, стоци, млечним производима, поврћу, цвећу и планинама популарним међу екотуристима. На њему се налазе католична планинска туристичка одмаралишта као што су Арањез, Санта Марија де Остума и планинско одмаралиште Селва Негра.
Велики део привреде у Матагалпи зависи од екотуризма. Шетње природом и излети су врло чести у целој Матагалпи и северном региону Никарагве. Једно од најпризнатијих места за екотуризам је уточиште за дивље животиње Селва Негра, са преко 120 хектара земљишта посвећеног очувању разнолике флоре и фауне овог подручја.

## Клима
Матагалпа, заједно са оближњим Хинотегом, ужива у „вечном пролећу“ или током целе године. Матагалпа лежи на више од 700 м надморске висине са просечном температуром од 26 до 28 °C, а релативном влажношћу између 75% и 85%. Просечна количина кише је 1.200 до 1.900 мм (47 до 75 инча).